# 激動的昭和史 軍閥
《激動的昭和史 軍閥》是1970年的日本歷史片，描述二戰時期日本一代大軍閥東條英機的故事，詮釋日本內閣混亂和日本戰敗的真實歷史，故事之後以美軍投下原子彈而告終。

## 劇情概要
昭和11年 (1936年) 2月26日，日本爆發了226事件，許多官員喪命，許多日本軍官力求改革，而在1937年，中日戰爭爆發，起初由東條英機指揮，佔領了南京，中國國民政府撤退到重慶，戰事陷入僵局，1939年，納粹德國以「閃電戰術」，迅速攻克波蘭、挪威、荷蘭、比利時以及法國巴黎，促成德義日三國結盟，然而山本五十六大將深怕美國參戰而反對此事。
米內內閣總辭後，新上任的近衛內閣，任命東條英機為陸軍大臣，後來美國和日本的外交關係趨漸惡化，迫於無奈之下的山本五十六，只得計畫在短期內擊破敵人的策略；另一方面，德國大舉進攻蘇聯，日本決定聯合德國夾擊蘇聯，關東軍在蘇聯東部展開大演習，海軍部也準備南進政策，御前會議之後，日軍佔領南洋，而由美英中荷四國的ABCD包圍網，實施經濟封鎖，近衛和羅斯福對談之後，日美關係正式決裂，太平洋戰爭就此開戰，佔領了太平洋群島的大部分地區，結果1942年在中途島一戰慘敗，瓜達爾卡納爾島戰役等作戰的失敗，1945年日本廣島和長崎被投下原子彈，日本投降了…

## 演員
- 東條英機：小林桂樹 （國語配音：畢克）
- 新井五郎：加山雄三  （國語配音：喬榛）
- 大西瀧治郎：三橋達也
- 山本五十六：三船敏郎  （國語配音：中叔皇）
- 米内光政：山村聰
- 軍令部作戰部長富田：平田昭彥
- 近衛文麿：神山繁

## 關聯條目
激動的昭和史 軍閥（日語）